# Rognedino
Rognedino (russisch Рогне́дино) ist eine Siedlung städtischen Typs in der Oblast Brjansk in Russland mit 3158 Einwohnern (Stand 14. Oktober 2010).

## Geographie
Der Ort liegt etwa 80 km Luftlinie nordwestlich des Oblastverwaltungszentrums Brjansk, einige Kilometer vom rechten Desna-Nebenfluss Gabja entfernt.
Rognedino ist Verwaltungszentrum des Rajons Rognedinski sowie Sitz der Stadtgemeinde Rognedinskoje gorodskoje posselenije, zu der außerdem die Dörfer Babitschi (5 km nördlich), Kletschatowo (6 km nordwestlich), Letoschniki (8 km nordwestlich), Ormino (4 km nördlich), Pazyn (9 km nördlich), Ratowskoje (8 km nordnordwestlich), Staroje Gatkowo (3 km südwestlich) und Tolwino (11 km nördlich) gehören.

## Geschichte
Der Ort wurde erstmals 1168 erwähnt, nachdem in der Nähe ein Jahr zuvor der Kiewer Großfürst Rostislaw Mstislawitsch auf dem Rückweg von Smolensk nach Kiew verstorben war. Die Bezeichnung bezieht sich vermutlich auf Rostislaws Schwester Rogneda. Ab Ende des 18. Jahrhunderts gehörte das Dorf zum Ujesd Roslawl des Gouvernements Smolensk und lag unweit seiner Grenze zum Gouvernement Orjol.
1929 wurde Rognedino Verwaltungssitz eines neu geschaffenen, nach ihm benannten Rajons. Im Zweiten Weltkrieg war die Siedlung von Ende August 1941 bis 27. September 1943 von der deutschen Wehrmacht besetzt.
1986 erhielt der Ort den Status einer Siedlung städtischen Typs.

### Bevölkerungsentwicklung
| Jahr | Einwohner |
| ---- | --------- |
| 1897 | 1677      |
| 1939 | 837       |
| 1959 | 1130      |
| 1979 | 2995      |
| 1989 | 3452      |
| 2002 | 3354      |
| 2010 | 3158      |

Anmerkung: Volkszählungsdaten

## Verkehr
Nach Rognedino führt die Regionalstraße 15K-501, die knapp 20 km südlich, jenseits des benachbarten Rajonzentrums Dubrowka, von der föderalen Fernstraße R120 Orjol – Brjansk – Smolensk abzweigt. In Dubrowka befindet sich auch die nächstgelegene Bahnstrecke an der Eisenbahnstrecke, die ebenfalls von Orjol über  Brjansk nach Smolensk verläuft. Von Rognedino nach Norden besteht über die 15K-2102 Anschluss in die gut 15 km entfernte Siedlung Gobiki mit einer Bahnstation an der Strecke Suchinitschi – Roslawl.